# Moteur à friction

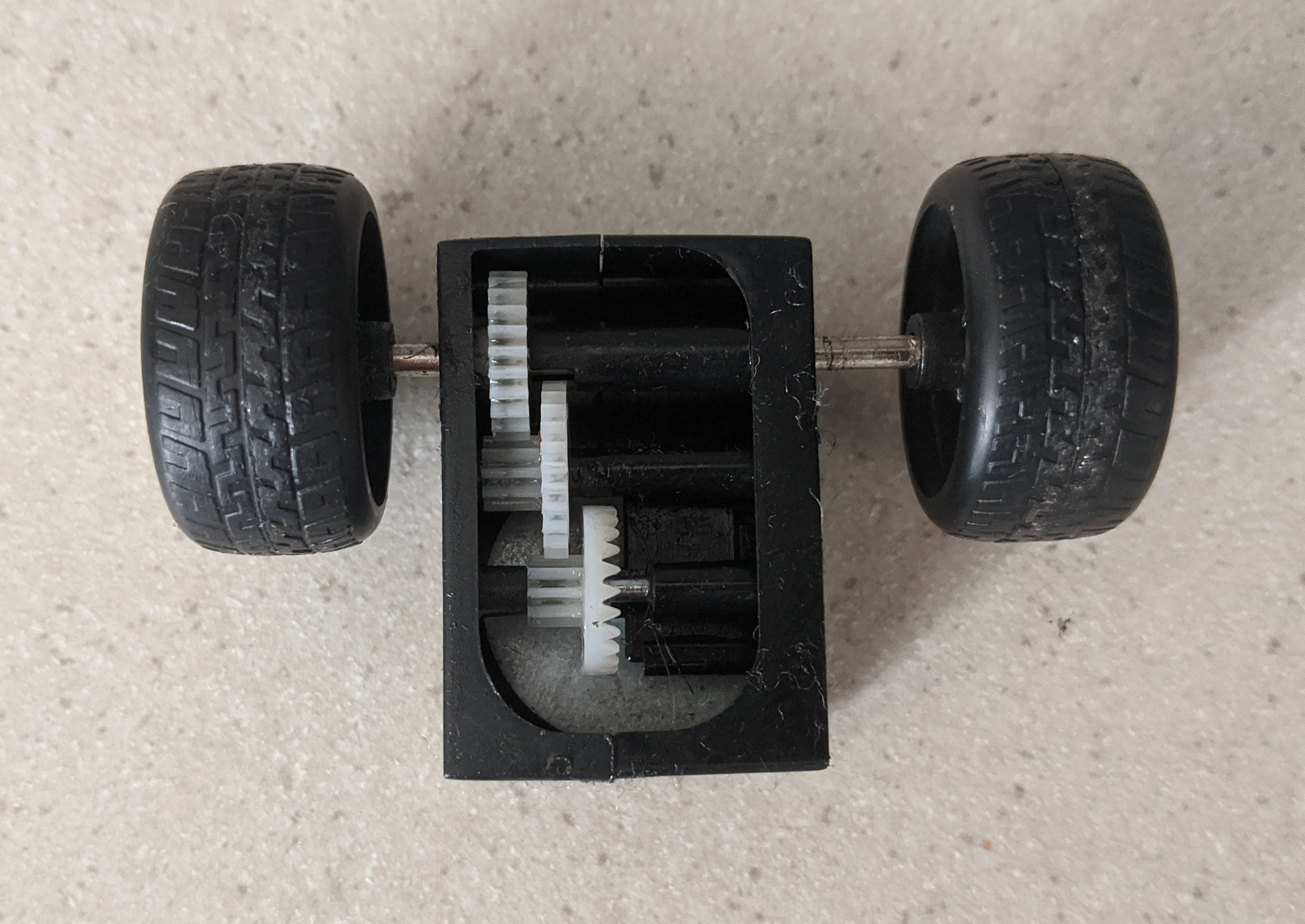
Intérieur d'un moteur à friction sur une voiture-jouet. Notez que les roues motrices sont reliées par un faible rapport de démultiplication à un volant d'inertie (en bas).

Un moteur à friction est un mécanisme simple permettant de propulser des voitures, camions, trains, figurines et autres jouets similaires. 

## Technologie
Le moteur est constitué d'un grand volant d'inertie relié aux roues motrices du jouet par un rapport de démultiplication très faible, de sorte que le volant d'inertie tourne plus vite. L'axe du volant d'inertie est perpendiculaire à la direction dans laquelle le jouet est orienté et se déplace. Lorsque le jouet est poussé vers l'avant, les roues motrices s'engagent dans le volant d'inertie. En poussant le véhicule vers l'avant, on fait tourner le volant d'inertie à une vitesse élevée. Lorsqu'on le relâche, le volant d'inertie fait avancer le véhicule. Le volant d'inertie stocke l'énergie cinétique de l'accélération initiale et propulse le jouet après son relâchement.
Comme le volant d'inertie, contrairement au ressort d'un moteur à rappel, tourne en permanence et n'est pas maintenu, le moteur peut être "gonflé" en poussant la voiture vers l'avant de manière répétée. Les voitures fonctionnent aussi généralement en marche avant et en marche arrière. Certaines utilisaient un cordon de fermeture éclair tiré depuis la carrosserie du véhicule pour accélérer directement le volant d'inertie. Un autre système était la Turbo Tower of Power (TTP) dans laquelle l'air expulsé d'une pompe manuelle poussait des pales de turbine sur la jante du volant d'inertie.

## Histoire
Ces jouets étaient particulièrement populaires dans les années 1960 à 1980, mais ils sont toujours disponibles aujourd'hui.